# Taipei Language Institute
Taipei Language Institute is een Chinees taalinstituut gevestigd in Taipei op Taiwan.
Het werd in 1956 als Missionary Language Institute opgericht door een groep christelijke zendelingen die andere zendelingen beter in het Standaardmandarijn en Taiwanees wilden onderrichten om zo het zendingswerk te kunnen verbeteren. Twee jaar later werd het instituut ook voor niet-zendelingen opengesteld. Het instituut begon in de jaren zestig van de 20e eeuw een belangrijke school te worden voor de Chinese taal en cultuur in het buitenland. Het kreeg vestigingen in Amerika en India. In 1971 begon het instituut een afdeling in Kowloon, Hongkong, waar ook onderwezen werd in Standaardkantonees.